# Čefurji raus! (film)
Čefurji raus! je slovenski komično dramski film iz leta 2013. Napisal in režiral ga je Goran Vojnović, ki je priredil svoj istoimenski roman.  

### Zgodba
Srednješolci Marko, Aco, Adi in Dejan so prijatelji iz ljubljanskih Fužin, kjer prevladujejo priseljenci prve in druge generacije iz republik bivše Jugoslavije. Markov oče Radovan, Bosanski Srb, sanja o sinovi športni karieri, vendar se Marko spre s trenerjem in preneha z igranjem košarke. Zapleta se v vedno večje težave, zato ga pošljejo k sorodnikom v Bosno.  

### Financiranje in produkcija
Projekt je ocenjen na 1.211.110 evrov. Podprla sta ga Slovenski filmski center (746.038 evrov) in Fundacija za kinematografijo Sarajevo (35.000 KM oz. pribl. 17.895 evrov). Producenta sta bila Franci Zajc in Boštjan Ikovic iz podjetja Arsmedia.
Film so snemali leta 2012. Porabili so 32 snemalnih dni, najprej v ljubljanskih Fužinah, zadnje tri pa v Bosni. Krnetić je bil takrat študent igre na AGRFT, Hajderović, Pašalić in Kogovšek pa so naturščiki.

## Odziv kritikov in gledalcev

### Kritiki
Marcel Štefančič jr. je napisal, da je humorno oponašanje priseljencev že iztrošeno, da so norčije glavnih likov benigne in na nivoju filmov Romana Končarja, da tudi Slovenci bežijo pred slovenskimi narodnimi nošami in da je Marko le bleda verzija glavnega junaka iz Outsiderja. Zmotilo ga je tudi, da hoče film ugajati staršem generacije, o kateri govori (ocena: »zadržan«).
Peter Kolšek je napisal, da film ne bo razočaral, vendar tudi ne bo močno navdušil. Markovega očeta je opisal kot omehčanega patriarha, in pripomnil, da gre Hadžihafizbegoviću ta vrsta vlog odlično od rok. Markovo besno in obupano metanje na koš je navedel kot prizor, ki je ključen za razumevanje Čefurjev, in je zanj edini, kjer slika prevlada nad literaturo. Všeč mu je bilo, da Vojnović četverice prijateljev ne idealizira ali karikira, da ni naredil nepotrebnih dodatkov knjigi, ter da je film tekoč. Zmotili so ga pomanjkanje sočnih epizod iz romana in dvajsetletniki v vlogi najstnikov.

### Gledalci
Film je videlo 57.249 gledalcev.

## Zasedba
| - Benjamin Krnetić: Marko Đorđić - Dino Hajderović: Aco - Ivan Pašalić: Adi - Jernej Kogovšek: Dejan - Emir Hadžihafizbegović: Radovan Đorđić, Markov oče - Mediha Musliović: Ranka Đorđić, Markova mama - Zoran Cvijanović: Mirtić - Polona Juh: Sonja - Daria Lorenci: Samira - Milan Pavlović: Mirsad - Vesna Trivalić: Marina - Jernej Šugman: Markov trener - Peter Musevski: Nenad | - Mustafa Nadarević: Cica - Meto Jovanovski: Bole - Jessica Žagar: Makarovička - Nuša Šenk: voditeljica - Violeta Tomič: Živka - Vesna Anđelković: Savka - Saša Mihelčič: natakarica - Sebastijan Starič: Krkovič - Slobodan Maksimović: oče - Aleksandar Rajaković: policist - Valter Dragan: policist - Moamer Kasumović: carinik - Igor Skvarica: carinik |

## Ekipa
- montaža: Janez Bricelj in Ivor Ivezić
- fotografija: Radovan Čok
- glasba: Anže Kacafura – Cazzafura
- scenografija: Urša Loboda
- kostumografija: Zvonka Makuc
- maska: Mirjam Kavčič
- zvok: Boštjan Kačičnik

## Nagrade
- Festival slovenskega filma 2013: vesna za stransko moško vlogo (Dino Hajderović, Ivan Pašalić in Jernej Kogovšek)
- dve zlati roli za nadpovprečno gledanost (več kot 50.000 gledalcev)